# Роман Даміан Санґушко
Роман Даміан Євстахій Павло Санґушко, князь гербу Погоня (17 жовтня 1832, Переворськ — 19 жовтня 1917, Славута) — громадський і політичний діяч, промисловець і землевласник, колекціонер. Перший і останній ординат заславський. Камергер двору російського імператора, статський радник.

## Життєпис
Народився 17 жовтня 1832 року в сім'ї князя Владислава Ієроніма Санґушка і Ізабелли з Любомирських Сангушкової у Переворську.
Освіту здобував у Франції в Парижі. У 1851 році отримав ступінь бакалавра психології, згодом студіював фізику в Сорбонні.
Камергер російського царя, ротмістр імператорської гвардії, член управління державними стадами з 1901 року, радний Заславського повіту з 1904 року, кавалер великої стрічки турецького ордену Меджида.
У другій половині 1860-х вступив у володіння Заславщиною. На той час до маєтку входили 3 міста і 95 сіл.
Викупив у одеських купців частину родового архіву Станіслава Щенсного Потоцького після арешту його сина Мечислава та руйнації маєтку Потоцьких в Тульчині.
19 жовтня 1868 року в Празі взяв шлюб з графинею Кароліною де Тун Гогенштайн (1848–1916). Дітей не мав.
12 квітня 1907 року на основі своїх волинських володінь заснував Заславську ординацію, що була погоджена указом російського царя Миколи ІІ.
У листопаді 1907 року обраний головою консервативної Польської крайової партії в Київській, Волинській і Подільській губерніях.

### Версії вбивства
Влітку 1917 року зі Здолбунова до Славути був передислокований 264-й піхотний запасний полк Російської імператорської армії, у підрозділі почався розклад і командування з метою запобігти погрому гебрейського населення першого вимушене було перевести вояків до останнього. Додатковим аргументом, слугувала наявність у маєтку Романа Санґушка добре вишколеної лісової варти, числом шістнадцять інгушів. На початку жовтня селяни села Радошівка почали самовільну порубку князівського лісу, отож варта була виряджена на місце інциденту. Відсутність противаги стала причиною того, що російські солдати вчинили напад на маєток Романа Санґушка в Славуті. Старий князь зустрів бунтівників на ґанку власної домівки і запитав їх про те, чого вони хочуть? У відповідь дезертири скинули 85-річного стариганя на багнети і почали грабунок палацу.
За іншими джерелами полк був розквартирований в селі Улашанівка біля Славути, отож самовільною порубкою лісу займалися самі солдати. Через це між ними і лісовою вартою виник конфлікт, який і став причиною нападу російських вояків на маєток князя. Після затримання Романа Санґушка повели до центру міста через «довгу» пішохідну кладку. Дорогою князь спіткнувся і був на місці заколотий солдатськими багнетами. Безпосередню участь у вбивстві взяли троє осіб.

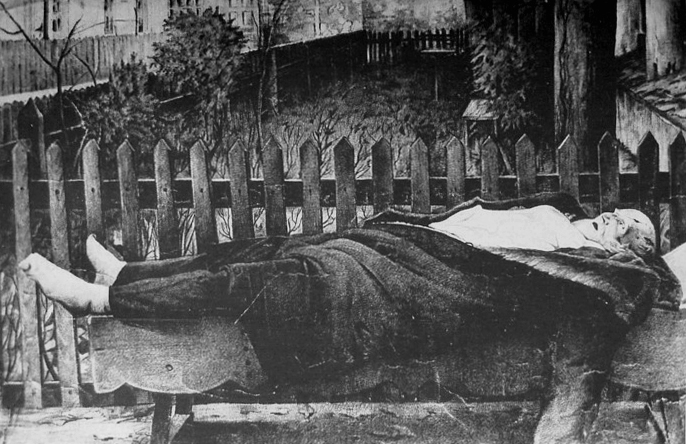
Тіло замордованого князя Романа Даміана Санґушка

В справі обвинувачення Окружного корпусного суду Тимчасового уряду, що проходив у Славуті протягом 23-26 жовтня, було встановлено, що Роман Санґушко був убитий за попередньою змовою унтер-офіцера Петра Машашина та солдатів Петра Зіновіна, Василя Ієвлєва, Пилипа Короленка, Левашова й інших невстановлених осіб. З цією метою вони увірвалися до князівського палацу, вивели Романа Санґушка на двір і «навмисно завдали князю 31 рану, з яких 2 пробили крізь праву легеню, одна — через серце та стравохід і одна пройшла до аорти та хребта, внаслідок чого наступила смерть князя».
Газета «Волинь» від 29 жовтня 1917 року писала, що формальним приводом до нападу на палац послужила вимога росіян видати командира лісової варти: «Погром [палацу] тривав до 4-5 години вечора. Коли палац був розгромлений, солдати вивели з палацу князя Санґушка, одягненого в шубу, і повели вулицею, що прилягала до маєтку. На адресу князя лунали вигуки: „Заарештувати його!“, „Убити його!..“ тощо. А коли Санґушко хотів зупинитися, солдати позаду підштовхували його в спину прикладами. „Розступись, стріляти буду“, — пролунало з натовпу, і він розступився, залишивши Санґушка. У цей час вискочив із громади якийсь солдат і завдав Санґушкові удару по голові. Услід за ним солдати почали бити князя багнетами та прикладами куди попало. Закінчивши розправу, потягли Санґушка по землі, а невдовзі залишили лежати мертвим на вулиці біля лікарні.»
Прийомна дочка князя Єва Ржищевська писала в своїх спогадах, що батька вбили у власному кабінеті.
Поховали князя 22 жовтня 1917 року в крипті славутського костелу святої Дороти.